# Имагинарни број
| Све степени од i претпостављају вредности из плаве области |
| i−3 = i                                                    |
| i−2 = −1                                                   |
| i−1 = −i                                                   |
| i0 = 1                                                     |
| i1 = i                                                     |
| i2 = −1                                                    |
| i3 = −i                                                    |
| i4 = 1                                                     |
| i5 = i                                                     |
| i6 = −1                                                    |
| i је 4. корен јединице                                     |

У математици, имагинарни број је комплексни број чији је квадрат негативан реалан број. Имагинарни бројеви имају облик {\displaystyle bi}, гдје је {\displaystyle b} реалан број различит од нуле и {\displaystyle i} имагинарна јединица за коју важи: {\displaystyle i^{2}=-1}. Квадрат имагинарног броја bi  је −b2. На пример, 5i је имагинарни број, а његов квадрат је −25. По дефиницији, нула се сматра и реалном и имагинарном.
Првобитно скован у 17. веку од стране Ренеа Декарта у дерогативном контексту и сматран измишљеним или бескорисним, овај концепт је стекао широку прихваћеност након радова Леонхарда Ојлера (у 18. веку) и Огистена Луја Кошија и Карла Фридриха Гауса (почетком 19. века).
Имагинарни број {\displaystyle bi} може бити додат уз реалан број, формирајући тако комплексни број {\displaystyle z} облика {\displaystyle z=a+bi}, код којег је {\displaystyle a} „реалан део“, а {\displaystyle bi} је „имагинарни део“. Имагинарни бројеви се дакле могу сматрати као комплексни бројеви код којих је „реалан део“ нула.

## Историја
Грчки математичар Херон из Александрије наводи се као први који је приметио имагинарне бројеве. Рафаел Бомбели је 1572. године дефинисао скуп ових бројева и основне операције са њима. У то време, имагинарне бројеве су појединци сматрали као фиктивне и беспотребне. Многи други математичари су били спори у томе да прихвате употребу имагинарних бројева, као што је био Рене Декарт који је погрдно писао о њима у свом раду „Геометрија“. Декарт је био први који је употребио појам „имагинаран број“ 1637. године. Ова идеја није била широко прихваћена све до радова Леонарда Ојлера (1707-1783) и Карла Фридриха Гауса (1777-1855). Геометријску значајност комплексних бројева је први пронашао Каспар Весел (1745-1818).
Године 1843, Вилијам Роуан Хамилтон је проширио идеју осе имагинарних бројева у равни на четвородимензионални простор кватерниона имагинарија у коме су три димензије аналогне имагинарним бројевима у комплексном пољу.

## Геометријска репрезентација
Геометријски гледано, имагинарни бројеви се налазе на вертикалној оси на комплексној равни. Код броја 0 на {\displaystyle x}-оси, може се нацртати {\displaystyle y}-оса са позитивним правцем нагоре. Позитивни имагинарни бројеви се повећавају према горе, док се негативни смањују према доле. Ова вертикална оса се често назива имагинарна оса и означава се као "{\displaystyle i\mathbb {R} }", "{\displaystyle \mathbb {I} }" или једноставно као "Im". and is denoted {\displaystyle i\mathbb {R} ,} {\displaystyle \mathbb {I} ,} or ℑ.
У овој репрезентацији множење са -1 је једнако ротацији од 180 степени у односу на координатни почетак. Множење са {\displaystyle i} је једнако ротацији од 90 степени у "позитивном" правцу (у правцу супротном правцу казаљке на сату). Једначина {\displaystyle i^{2}=-1} се интерпретира као две ротације од 90 степени у односу на координатни почетак, што је исти резултат као једна ротација од 180 степени. Треба запазити да ротација од 90 степени у негативном правцу (правцем казаљке на сату) исто задовољава ову интерпретацију. Ово потврђује чињеницу да {\displaystyle -i} такође решење једначине {\displaystyle x^{2}=-1}.
Множење комплексним бројем је исто као ротирање око координатног почетка помоћу аргумента комплексног броја, након чега следи скалирање по његовој магнитуди.

## Степеновање имагинарне јединице
Степеновање имагинарног броја {\displaystyle i} се кружно понавља. Ово се може видети у следећем примеру где {\displaystyle n} представља било који број:
- {\displaystyle i^{4n}=1},
- {\displaystyle i^{4n+1}=i},
- {\displaystyle i^{4n+2}=-1},
- {\displaystyle i^{4n+3}=-i.},

Ово доводи до закључка да је {\displaystyle i^{n}=i^{n{\bmod {4}}}}.

## Квадратни корени негативних бројева
Неопходно је обратити пажњу када се ради са имагинарним бројевима који су изражени као главне вредности квадратног корена негативних бројева:
{\displaystyle 6={\sqrt {36}}={\sqrt {(-4)(-9)}}\neq {\sqrt {-4}}{\sqrt {-9}}=(2i)(3i)=6i^{2}=-6.}
То се понекад пише као:
{\displaystyle -1=i^{2}={\sqrt {-1}}{\sqrt {-1}}{\stackrel {\text{ (fallacy) }}{=}}{\sqrt {(-1)(-1)}}={\sqrt {1}}=1.}
Заблуда се јавља као једнакост {\displaystyle {\sqrt {xy}}={\sqrt {x}}{\sqrt {y}}} није остварива када променљиве нису на одговарајући начин ограничене. У том случају, једнакост не важи јер су оба броја негативна, што се може показати на следећи начин:
{\displaystyle {\sqrt {-x}}{\sqrt {-y}}=i{\sqrt {x}}\ i{\sqrt {y}}=i^{2}{\sqrt {x}}{\sqrt {y}}=-{\sqrt {xy}}\neq {\sqrt {xy}},}
где су x и y позитивни реални бројеви.